# Huberia
Huberia é um género botânico pertencente à família Melastomataceae.
Sua nomenclatura é homenagem ao naturalista Francis Huber, por seus estudos sobre abelhas e germinação de sementes, e também ao seu filho, Peter Huber, que se dedicou ao estudo das formigas (De Candolle, 1828).
1. ↑  «Huberia — World Flora Online». www.worldfloraonline.org. Consultado em 19 de agosto de 2020